# Callan Elliot
Callan Rennie Elliot (Dumfries, 7 luglio 1999) è un calciatore neozelandese, difensore dell'Auckland FC.

## Biografia
Nato in Scozia, da piccolo si è trasferito in Nuova Zelanda in cui è cresciuto.

## Caratteristiche tecniche
È un terzino destro.

## Carriera

### Club
Ha giocato 9 partite nella prima divisione australiana.

### Nazionale
Con la nazionale Under-20 neozelandese ha preso parte al Campionato mondiale di calcio Under-20 2019.
Nel 2021 ha partecipato ai Giochi Olimpici di Tokyo.
Il 22 marzo 2023 esordisce con la nazionale maggiore nell'amichevole pareggiata 0-0 contro la Cina.

## Palmarès

### Club
- Premier's Plate: 1

Auckland FC: 2024-2025